# نيل ميلور
نيل أندرو ميلور (بالإنجليزية: Neil Andrew Mellor)‏ (4 نوفمبر 1982 شفيلد إنجلترا - ) هو لاعب كرة قدم إنجليزي، يلعب كمهاجم.

## وصلات خارجية
نيل ميلور على موقع الاتحاد الأوربي (الإنجليزية)
- نيل ميلور على موقع قاعدة بيانات كرة القدم.إي يو (الإنجليزية)
- نيل ميلور على موقع Soccerbase.com (لاعب) (الإنجليزية)
- نيل ميلور على موقع عالم كرة القدم.نت (الإنجليزية)